# Élections municipales de 1999 à Séville
Les élections municipales de 1999 à Séville (en espagnol : elecciones municipales de 1999 en Sevilla) se tiennent le dimanche 13 juin 1999, afin d'élire les 33 conseillers municipaux de Séville pour un mandat de quatre ans.

## Contexte
Le 17 juin 1995, à la suite des élections du 28 mai et à peine quelques heures après avoir conclu un accord de coalition avec le Partido Andalucista, la première adjointe sortante et candidate du Parti populaire, Soledad Becerril, est élue maire de Séville. Elle échange ainsi son rôle avec son prédécesseur, Alejandro Rojas-Marcos (es), qui devient son premier adjoint.

## Mode de scrutin

### Conditions de candidature
Peuvent présenter des candidatures, : 
- les partis et fédérations de partis inscrits auprès des autorités ;
- les coalitions de partis et/ou fédérations inscrites auprès de la commission électorale au plus tard dix jours après la convocation du scrutin ;
- et les électeurs de la commune, s'ils représentent au moins 5 000 parrainages.

### Répartition des sièges
Le nombre de conseillers municipaux est établi en fonction de la population de la commune. Les communes de plus de 100 001 habitants comptent 25 conseillers et un conseiller supplémentaire pour 100 000 habitants ou fraction, ainsi qu'un conseiller supplémentaire si le total de conseillers municipaux constitue un nombre pair. Séville comptant officiellement 701 927 habitants recensés à la fin de l'année 1998, elle dispose de 33 conseillers municipaux.
Seules les listes ayant recueilli au moins 5 % des suffrages valides — qui constitue le total des suffrages exprimés et des bulletins blancs — peuvent participer à la répartition des sièges à pourvoir dans cette même circonscription, qui s'organise en suivant différentes étapes : 
- les listes sont classées en une colonne par ordre décroissant du nombre de suffrages obtenus ;
- les suffrages de chaque liste sont divisés par 1, 2, 3... jusqu'au nombre de députés à élire afin de former un tableau ;
- les mandats sont attribués selon l'ordre décroissant des quotients ainsi obtenus[5],[6],[7].

### Élection du maire
Le maire est élu par le conseil municipal, parmi les conseillers municipaux ayant occupé la première place de leurs listes respectives. Est élu maire celui qui recueille le soutien de la majorité absolue des conseillers. Si aucun candidat n'atteint cette majorité, le conseiller municipal ayant occupé la première place de la liste qui a recueilli le plus grand nombre de suffrages est proclamé maire.

## Campagne

### Principales listes
| Force politique | Force politique                                                                                              | Force politique | Idéologie                                                          | Tête de liste                                            | Résultats en 1995       |
| --------------- | --- | --------------- | ------------------------------------------------------------------ | -------------------------------------------------------- | ----------------------- |
|                 | Parti populaire (es) Partido Popular                                                                         | PP              | Centre droit à droite Libéral-conservatisme, démocratie chrétienne | Soledad Becerril (Maire)                                 | 30,4 % des voix 10 élus |
|                 | Parti socialiste ouvrier espagnol (es) Partido Socialista Obrero Español                                     | PSOE            | Centre gauche Social-démocratie, progressisme                      | Alfredo Sánchez Monteseirín (Président de la députation) | 28,5 % des voix 10 élus |
|                 | Partido Andalucista (fr) Parti andalouciste                                                                  | PA              | Centre gauche Social-démocratie, fédéralisme, nationalisme         | Alejandro Rojas-Marcos (es) (Premier adjoint)            | 26,2 % des voix 9 élus  |
|                 | Gauche unie Les Verts – Appel pour l'Andalousie (es) Izquierda Unida Los Verdes - Convocatoria por Andalucía | IULV-CA         | Gauche Communisme, écologisme, nationalisme                        | Luis Pizarro                                             | 12,9 % des voix 4 élus  |

## Résultats
|                        |                                                           |         |       |      |        |               |  |  |  |  |  |  |  |  |
| Parti                  | Parti                                                     | Voix    | %     | +/-  | Sièges | +/-           |  |  |  |  |  |  |  |  |
|                        | Parti populaire (PP)                                      | 118 072 | 35,85 | 5,41 | 13     | 3             |  |  |  |  |  |  |  |  |
|                        | Parti socialiste ouvrier espagnol (PSOE)                  | 115 968 | 35,21 | 6,67 | 12     | 2             |  |  |  |  |  |  |  |  |
|                        | Partido Andalucista (PA)                                  | 58 093  | 17,64 | 8,55 | 6      | 3             |  |  |  |  |  |  |  |  |
|                        | Gauche unie Les Verts – Appel pour l'Andalousie (IULV-CA) | 25 606  | 7,77  | 5,10 | 2      | 2             |  |  |  |  |  |  |  |  |
|                        | Les Verts (es) + Gauche andalouse (es) (LV-IA)            | 2 594   | 0,79  | Nv   | 0      | en stagnation |  |  |  |  |  |  |  |  |
|                        | Autres partis                                             | 1 857   | 0,56  | -    | 0      | -             |  |  |  |  |  |  |  |  |
|                        | Vote blanc                                                | 7 178   | 2,18  | 0,81 |        |               |  |  |  |  |  |  |  |  |
|                        |                                                           |         |       |      |        |               |  |  |  |  |  |  |  |  |
| Suffrages exprimés     | Suffrages exprimés                                        | 329 368 | 99,49 |      |        |               |  |  |  |  |  |  |  |  |
| Votes nuls             | Votes nuls                                                | 1 700   | 0,51  |      |        |               |  |  |  |  |  |  |  |  |
| Total                  | Total                                                     | 331 068 | 100   | -    | 33     | en stagnation |  |  |  |  |  |  |  |  |
| Abstention             | Abstention                                                | 254 964 | 43,51 |      |        |               |  |  |  |  |  |  |  |  |
| Inscrits/Participation | Inscrits/Participation                                    | 701 927 | 56,49 |      |        |               |  |  |  |  |  |  |  |  |

## Suites
Le Partido Andalucista indique, le 21 juin, qu'il préfère négocier en priorité avec le Parti populaire, puisque celui-ci est arrivé en tête, tout en se disant prêt à gouverner avec le Parti socialiste en cas d'échec. En raison de désaccords sur la répartition des compétences entre les deux partis, les nationalistes entreprennent, le 30 juin, des contacts formels avec les socialistes.
Le 2 juillet, le Parti socialiste et le Partido Andalucista concluent un accord de coalition, qui réserve les plus importantes délégations exécutives aux nationalistes et la mairie aux socialistes. Le candidat socialiste, Alfredo Sánchez Monteseirín, est effectivement élu maire de Séville par le conseil municipal le lendemain, par 18 voix favorables.